# Mian Hamid Yasin
Mian Hamid Yasin é um político paquistanês que foi membro da Assembleia Nacional do Paquistão entre 1972 e 1977. Ele é o pai do estilista e apresentador paquistanês Hassan Sheheryar Yasin.
Yasin foi eleito para a Assembleia Nacional do Paquistão pelo NW-67 Shekhupura-II como candidato do Partido Popular do Paquistão (PPP) nas eleições gerais paquistanesas de 1970.